# Grisi siknis
Pour les articles homonymes, voir Grisi.
Grisi siknis (en langue miskito : signifiant « maladie folle ») est un syndrome contagieux affectant principalement le peuple miskito à l'Est de l'Amérique centrale, les victimes étant principalement des jeunes femmes. Elle existe également sous les termes de grisi munaia, chipil siknis et nil siknis.
Selon le Dr Phil Dennis de la Texas Tech University, grisi siknis est typiquement caractérisé par de longues périodes d'anxiété, de nausées, maux de tête, de peur et colère inconsidérées, entrelacées de courtes périodes de frénésie, durant lesquelles la victime « perd conscience, et croit être maltraitée par des forces maléfiques et sexuellement violée. » Le syndrome est violent de par sa nature, et la victime se sert d'une ou plusieurs armes pour attaquer des ennemis invisibles ou se blesser. Les causes de la grisi siknis restent indéfinies, selon l'Association américaine de psychiatrie, mais les occidentaux décrivent ce syndrome comme un « trouble psychologique lié au stress, au bouleversement et au désespoir. »
Les croyances Miskito, d'après Dennis, maintiennent que la grisi siknis est liée aux forces maléfiques et la magie noire. La médecine traditionnelle occidentale n'a aucun effet sur cette maladie, mais les herbes médicinales et les docteurs en sorcellerie sembleraient guérir la grisi siknis.

## Symptômes
Les symptômes de la grisi siknis varient, mais la prévalence de la maladie est distincte. La majeure partie des victimes sont des jeunes filles âgées entre 15 et 18 ans. Les symptômes concluent maux de tête, anxiété, nausée et peur et/ou colère irrationnelle. Durant l'apparition des symptômes, la « victime perd conscience » et tombe au sol. La victime peut confondre son entourage avec des forces maléfiques, ne ressentir aucune douleur corporelle et n'a absolument aucune conscience de ce que peut supporter son corps. Certaines victimes peuvent se servir d'une arme blanche (machette ou bouteille de verre brisée) pour attaquer des ennemis qu'elles seules peuvent voir. D'autres victimes pensent avoir des supers pouvoirs, et vomir des objets étranges comme des cheveux ou des araignées. Dans certains cas, des victimes semi-conscientes peuvent prédire quelle prochaine sera affectée, bien que ces prédictions ne soient souvent exactes. La maladie reste malgré tout très contagieuse. À l'apparition des symptômes, les victimes aperçoivent des visions durant lesquelles des esprits maléfiques viennent pour elles et que ces derniers voudraient avoir des relations sexuelles avec elles. Ces visions peuvent impliquer des expériences plaisantes ou d'horribles cauchemars, et certains anthropologues clament qu'il s'agit d'expériences sexuelles. Sans attention médicale, les victimes restent affectées durant plusieurs mois jusqu'à un an, ou plus longtemps.

## Causes

### Théories miskito
La tradition miskito, d'après Dennis, maintient que la grisi siknis est causée par les esprits maléfiques. Cette croyance découle d'un mélange traditionnel d'animisme natif-américain et d'idéologie chrétienne miskito. Lorsqu'une épidémie survient, le peuple miskito soutient qu'il s'agit d'un déséquilibre avec les esprits selon le magazine The Walrus, qui semblerait être causé par de la magie noire.

### Théories occidentales
Il n'existe aucune cause connue de la grisi siknis, bien qu'il existe certaines théories qui expliquent l'apparition de ses symptômes. Sans cause organique connue, selon Dennis, la grisi siknis « suit le modèle classique d'une maladie contagieuse. » Dennis maintient que la grisi siknis est la source d'une culture miskito émotionnellement instable, et note « qu'il est clair que la grisi siknis est liée à une inquiétude, une peur, une émotion et anxiété générale. »

## Cas notables
Des cas de grisi siknis ont été enregistrés au Nicaragua en mars 2009 à Puerto Cabezas et Siuna où de nombreux étudiants de la National Institute of Technology et d'autres établissements, ont souffert de ces symptômes. La majeure partie des victimes sont des filles. Le peuple miskito explique qu'il s'agissait de magie noire qui obligent les individus à payer des remèdes chers,.